# Deer Park (Washington)
Deer Park ist eine City im Spokane County im US-Bundesstaat Washington. Zum United States Census 2020 hatte Deer Park 4383 Einwohner.

## Geschichte
Nördlich von Spokane gelegen, wurde die Stadt Deer Park am 24. Juni 1908 offiziell anerkannt. Deer Park bekam seinen Namen, als Vermesser der Eisenbahngesellschaft einen grasenden Hirsch in der Gegend sahen. Der Ort wurde 1889 besiedelt, als eine Stichbahn für die Spokane Falls & Northern Railway gebaut wurde. Bald danach wurde ein Sägewerk der Standard Lumber Company von William Short und George Crawford gebaut, um Holz für den Wiederaufbau der nahegelegenen Stadt Spokane Falls (später in Spokane umbenannt) nach dem großen Brand von 1889 liefern zu können. Bis 1900 wuchs die Bevölkerung von Deer Park auf schätzungsweise 300 Einwohner. Außer aus dem Sägewerk bestand die Gemeinde aus drei Dorfläden (deren einzelne Inhaber P. Kelly, Dan Weis und A. Baldwin waren), einem Hufschmied und Sattlergeschäft, einem Livree- und Futterlieferanten, Jeff Moore’s Hotel, Dr. Prince’s Drugstore, einer öffentlichen Schule mit etwa 75 Schülern und einer kongretionalistischen Kirche unter der Leitung von Reverend F. McConaughy. Bis zu dieser Zeit gab es mindestens acht Sägewerke innerhalb von zehn Meilen um Deer Park, von denen alle ihre Lieferungen und Angestellten aus der Stadt bezogen.
Um 1906 wurde die Arcadia Apple Orchards Company gegründet und Apfelplantagen auf den umliegenden Ländereien gepflanzt, die durch die Holzfällungen und Rodungen entwaldet waren.
Der städtische Flugplatz östlich der Stadt wurde während des Zweiten Weltkriegs im August 1944 mit drei befestigten Landebahnen gebaut, die zusammen 6.100 ft (ca. 1.860 m) lang waren. Während der frühen 1960er Jahre wurde eine Basis für Interkontinentalraketen des Typs SM-65E Atlas nahe dem Flugplatz durch die 567th Strategic Missile Squadron von der Fairchild Air Force Base betrieben. Da sie schon bald obsolet war, wurde die Basis 1965 abgerüstet und 1967 zur Ausschlachtung verkauft.

## Geographie
Deer Park liegt auf einer Höhe von 2.123 ft (647 m) über dem Meeresspiegel. Nach dem United States Census Bureau nimmt die Stadt eine Gesamtfläche von 17,85 Quadratkilometern ein, worunter keine Wasserflächen sind.

## Klima
Nach der Klimaklassifikation nach Köppen und Geiger hat Deer Park ein sommertrockenes Kontinentalklima (abgekürzt „Dsb“).
|                        | Jan    | Feb    | Mär    | Apr    | Mai   | Jun   | Jul   | Aug   | Sep   | Okt    | Nov    | Dez    |   |        |
| Mittl. Temperatur (°C) | −4,42  | −1,47  | 2,64   | 7,47   | 12,00 | 15,39 | 19,03 | 17,86 | 13,31 | 7,56   | 1,36   | −2,56  | ⌀ | 7,4    |
| Mittl. Tagesmax. (°C)  | 13,33  | 16,67  | 21,67  | 31,11  | 35,00 | 40,00 | 41,67 | 40,56 | 37,22 | 31,67  | 22,78  | 13,89  | ⌀ | 28,8   |
| Mittl. Tagesmin. (°C)  | −41,11 | −40,00 | −26,67 | −12,78 | −7,78 | −4,44 | −3,33 | −5,00 | −8,89 | −17,78 | −28,33 | −36,11 | ⌀ | −19,3  |
|                        |        |        |        |        |       |       |       |       |       |        |        |        |   |        |
| Niederschlag (mm)      | 72,14  | 50,80  | 44,70  | 39,62  | 38,61 | 36,32 | 12,95 | 21,59 | 29,72 | 45,21  | 71,88  | 82,04  | Σ | 545,58 |
|                        |        |        |        |        |       |       |       |       |       |        |        |        |   |        |
| Regentage (d)          | 13     | 10     | 10     | 8      | 8     | 7     | 3     | 4     | 6     | 8      | 11     | 13     | Σ | 101    |

| −41,11 |

| −40,00 |

| −26,67 |

| −12,78 |

| −7,78 |

| −4,44 |

| −3,33 |

| −5,00 |

| −8,89 |

| −17,78 |

| −28,33 |

| −36,11 |

| −41,11 |

| −40,00 |

| −26,67 |

| −12,78 |

| −7,78 |

| −4,44 |

| −3,33 |

| −5,00 |

| −8,89 |

| −17,78 |

| −28,33 |

| −36,11 |

## Census 2000
Nach der Volkszählung von 2000 gab es in Deer Park 3.017 Einwohner, 1.105 Haushalte und 756 Familien. Die Bevölkerungsdichte betrug 181,7 pro km². Es gab 1.210 Wohneinheiten bei einer mittleren Dichte von 72,9 pro km².
Die Bevölkerung bestand zu 89,9 % aus Weißen, zu 2,3 % aus Afroamerikanern, zu 1,36 % aus Indianern, zu 0,17 % aus Asiaten, zu 0,07 % aus Pazifik-Insulanern, zu 1,06 % aus anderen „Rassen“ und zu 2,12 % aus zwei oder mehr „Rassen“. Hispanics oder Latinos „jeglicher Rasse“ bildeten 3,09 % der Bevölkerung.
22,2 % waren deutscher, 13,9 % (US-)amerikanischer, 11,1 % englischer, 7,2 % irischer, 5,4 % norwegischer und 5,2 % französischer Abstammung.
Von den 1105 Haushalten beherbergten 38,7 % Kinder unter 18 Jahren, 50,2 % wurden von zusammen lebenden verheirateten Paaren, 13,3 % von alleinerziehenden Müttern geführt; 31,5 % waren Nicht-Familien. 26,6 % der Haushalte waren Singles und 14,2 % waren alleinstehende über 65-jährige Personen. Die durchschnittliche Haushaltsgröße betrug 2,69 und die durchschnittliche Familiengröße 3,24 Personen.
Der Median des Alters in der Stadt betrug 34 Jahre. 35,2 % der Einwohner waren unter 18, 7,3 % zwischen 18 und 24, 27,5 % zwischen 25 und 44, 18 % zwischen 45 und 64 und 14,7 % 65 Jahre oder älter. Auf 100 Frauen kamen 91,1 Männer, bei den über 18-Jährigen waren es 83,8 Männer auf 100 Frauen.
Alle Angaben zum mittleren Einkommen beziehen sich auf den Median. Das mittlere Haushaltseinkommen betrug 32.470 US$, in den Familien waren es 37.820 US$. Männer hatten ein mittleres Einkommen von 36.326 US$ gegenüber 19.825 US$ bei Frauen. Das Pro-Kopf-Einkommen betrug 17.132 US$. Etwa 10,8 % der Familien und 15,1 % der Gesamtbevölkerung lebte unterhalb der Armutsgrenze; das betraf 17,5 % der unter 18-Jährigen und 21,3 % der über 65-Jährigen.

## Census 2010
Nach der Volkszählung von 2010 gab es in Deer Park 3.652 Einwohner, 1.394 Haushalte und 948 Familien. Die Bevölkerungsdichte betrug 204,6 pro km². Es gab 1.532 Wohneinheiten bei einer mittleren Dichte von 85,9 pro km².
Die Bevölkerung bestand zu 92,6 % aus Weißen, zu 0,4 % aus Afroamerikanern, zu 1,5 % aus Indianern, zu 0,2 % aus Asiaten, zu 0,3 % aus Pazifik-Insulanern, zu 1,2 % aus anderen „Rassen“ und zu 3,9 % aus zwei oder mehr „Rassen“. Hispanics oder Latinos „jeglicher Rasse“ bildeten 3,9 % der Bevölkerung.
Von den 1394 Haushalten beherbergten 36,4 % Kinder unter 18 Jahren, 49,4 % wurden von zusammen lebenden verheirateten Paaren, 13,4 % von alleinerziehenden Müttern und 5,2 % von alleinstehenden Vätern geführt; 32 % waren Nicht-Familien. 27 % der Haushalte waren Singles und 14,3 % waren alleinstehende über 65-jährige Personen. Die durchschnittliche Haushaltsgröße betrug 2,61 und die durchschnittliche Familiengröße 3,15 Personen.
Der Median des Alters in der Stadt betrug 36,3 Jahre. 28,4 % der Einwohner waren unter 18, 8,8 % zwischen 18 und 24, 22,5 % zwischen 25 und 44, 24 % zwischen 45 und 64 und 16,2 % 65 Jahre oder älter. Von den Einwohnern waren 48,8 % Männer und 51,2 % Frauen.

## Bildung
Für Deer Park ist der Deer Park School District zuständig. Folgende Schulen werden betrieben:
- Vorschule
  - Deer Park Early Learning Center
- Grundschulen
  - Deer Park Elementary
  - Arcadia Elementary School
- Mittelschule
  - Deer Park Middle School
- Highschool
  - Deer Park Highschool

## Flugplatz
- Deer Park Municipal Airport – offizielle Website des Flugplatzes (FAA-Code: DEW) (englisch)
  - Terminal-Abläufe der FAA, gültig vom 24. Mai bis 20. Juni 2018 (englisch)
  - Terminal-Abläufe der FAA, Flugplatz und Gültigkeitszeitraum müssen ausgewählt werden (englisch)
- Weitere Informationen:
  - Informationen zum Flugplatz von AirNav.com (englisch)
  - Flugplatzinformationen und Flug-Verfolgung von FlightAware (englisch)
  - Wetterinformationen der National Oceanic and Atmospheric Administration (NOAA) / National Weather Service (NWS) (englisch)
  - Aeronatische Karte und Terminal-Informationen von SkyVector (englisch)

## Events
In Deer Park gibt es eine Reihe jährlicher Events. Die Settlers Days finden am letzten Samstag im Juli statt, die Summer Concert Series im Mix Park an jedem Samstagabend im Sommer; ein stadtweiter Garagenflohmarkt wird am ersten Wochenende im August veranstaltet; Roundabout 5k (ein Straßenlauf) findet im September statt und ein Winterfest im Januar.